# Gola (Chorwacja)
Gola – wieś w Chorwacji, w żupanii kopriwnicko-kriżewczyńskiej, w gminie Gola. W 2011 roku liczyła 885 mieszkańców.